# HC Dinamo Minsk (balonmano)
El HC Dinamo de Minsk fue un club de balonmano que residía en la ciudad de Minsk (Bielorrusia).
El HC Dinamo-Minsk compitió en la Liga de primera división de Bielorrusia. Fue pentacampeón de la liga de ese país (2009, 2010, 2011, 2012, 2013), la Liga Báltica (2009), ganador de la Copa de Bielorrusia (2010) y finalista de la Copa Bielorrusia (2009). 
Debido a problemas financieros, el club se disolvió en 2014.

## Jugadores notables
- Pavel Atman[5]
- Oleg Skopintsev[6]
- Ratko Nikolić[7]
- Rade Mijatović[8]
- Wadim Bogdanow[9]
- Dean Bombač[10]
- Iwan Brouka[11]
- Yegor Yevdokimov[12]
- Borut Mačkovšek
- Ivan Ninčević
- Serhij Onufrijenko
- Sergei Schelmenko
- Mykola Stezjura